# Navapan Thianchai
Navapan Thianchai (thailändisch นวพรรษ เทียนไชย; * 27. Januar 2003), auch als Wave bekannt, ist ein thailändischer Fußballspieler.

## Karriere
Navapan Thianchai erlernte das Fußballspielen in der Jugend des Erstligisten Buriram United. Hier unterschrieb er im Juli 2021 auch seinen ersten Vertrag. Der Verein aus Buriram spielte in der ersten Liga, der Thai League. Im gleichen Monat wechselte er auf Leihbasis zum  Drittligisten Angthong FC. Der Verein aus Ang Thong spielte in der Western Region der Liga. Hier kam er jedoch nicht zum Einsatz. Die Saison 2022/23 spielte er ebenfalls auf Leihbasis beim Drittligisten Prime Bangkok FC in der Hauptstadt Bangkok. Mit dem Hauptstadtverein spielte er 22-mal in der Bangkok Metropolitan Region. Zu Beginn der Saison 2023/24 wurde er vom Zweitligisten Customs United FC verliehen. Sein Zweitligadebüt gab Thianchai am 29. Oktober 2023 (10. Spieltag) im Auswärtsspiel gegen den Chiangmai FC. Bei der 2:0-Niederlage wurde er in der 53. Minute für Antonio Verzura eingewechselt. Am Ende der Saison 2023/24 belegte er mit dem Klub den vorletzten Tabellenplatz und musste somit in die dritte Liga absteigen. Nach dem Abstieg wurde sein Vertrag in Samut Prakan nicht verlängert und er kehrte nach Buriram zurück. Mit dem U23-Team von Buriram nahm er 2024 an der U23-Meisterschaft teil. Hier belegte man am Ende der Spielzeit den zweiten Tabellenplatz. Ende Dezember 2024 wechselte er abermals per Leihe zum Zweitligisten Kanchanaburi Power FC. Am Ende der Saison 2024/25 belegte er mit dem Verein den vierten Tabellenplatz und qualifizierte sich somit für die Play-off-Spiele zur ersten Liga. Im Halbfinale konnte man sich gegen den fünftplatzierten Mahasarakham SBT FC durchsetzen. Im Finale traf man auf den Phrae United FC. Das Hinspiel im eigenen Stadion gewann man mit 3:2. Das Rückspiel endete 2:2. Kanchanaburi gewann mit insgesamt 5:4 und stieg somit in die erste Liga auf.

## Erfolge
Buriram United U23
- Thailändischer U23-Vizemeister: 2024